# Polyvinylacetat
Polyvinylacetat (PVA, PVAc, poly(ethenylethanoat); almindeligt kendt som trælim, hvid lim eller skolelim) er en alifatisk, gummiagtig syntetisk polymer med den kemiske formel (C4H6O2)n (hvor n er antallet af monomerer). Kemisk består polyvinylacetat af gentagne monomerenheder af vinylacetat, som er esteren af vinylalkohol og eddikesyre. Polyvinylacetat er en termoplasttype.
Polyvinylacetat blev opdaget i 1912 af den tyske kemiker Fritz Klatte. Monomeren, vinylacetat, blev oprindeligt fremstillet i industriel skala ved addition af eddikesyre til acetylen i tilstedeværelse af et kviksølv(I)salt, men i dag foregår produktionen primært ved palladium-katalyseret oxidativ addition af eddikesyre til ethen.